# Юрьево (Новгородский район)

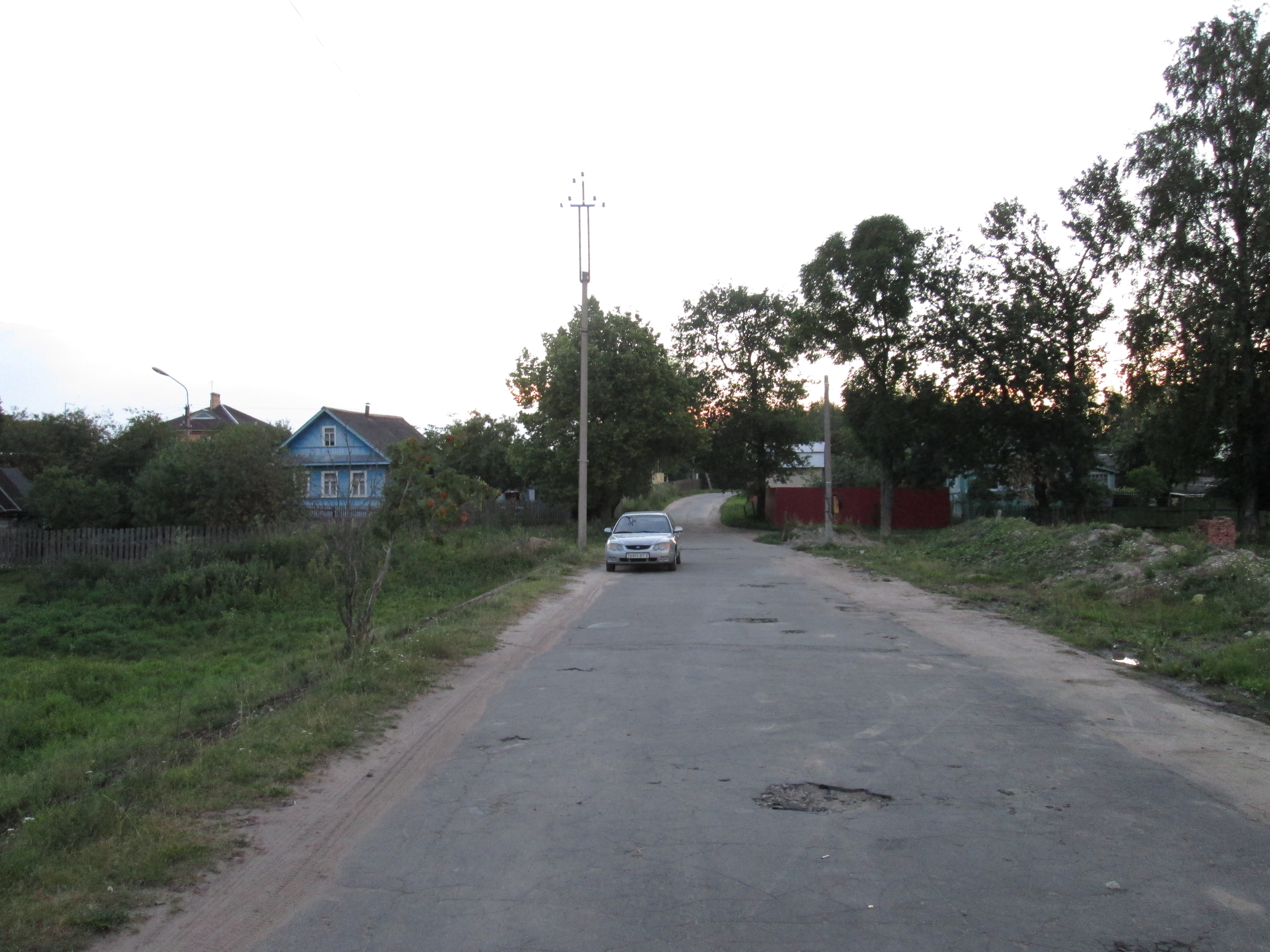
Окраина деревни, расположенная ближе к Перынскому скиту

Ю́рьево — деревня в Новгородском районе Новгородской области России. Входит в состав  Ракомского сельского поселения.

## География
Деревня расположена на левом берегу реки Волхов, в месте его истока из озера Ильмень. 

## Население
| 2010 |
| ---- |
| 22   |

## Русская православная церковь
Рядом с деревней расположены Юрьев монастырь и Перынский скит.

## Достопримечательности
- Музей народного деревянного зодчества Витославлицы.
- Близ деревни на берегу реки Прость (приток Волхова) находится объект культурного наследия регионального значения «Селище на реке Прость» — славянское селище VIII века[2]. Раскопки селища на реке Прость выявили материалы третьей четверти I тысячелетия, то есть самые ранние славянские древности в истоке Волхова, хронологически более ранние, чем напластования в Старой Ладоге[3][4]. Селище Прость было самым крупным неукрепленным поселением раннего средневековья в Приильменье и, возможно, являлось центром словен Ильменского Поозерья[5].